# Glipodes dietrichi
Glipodes dietrichi es una especie de coleóptero de la familia Mordellidae.

## Distribución geográfica
Habita en Venezuela y Costa Rica.